# Herenhuis 't Kasteel
Herenhuis 't Kasteel is een 20ste-eeuws herenhuis in de Oostendse deelgemeente Zandvoorde. Het perceel is gelegen aan de Kasteelstraat 22, aan de noordelijke rand van het dorp, met een dominante ligging voor bezoekers van het dorp die vanaf de A10 (Oostende-Brussel) het dorp binnenrijden.
Het herenhuis en de tuinmuren zijn beschermd als monument bij M.B. van 26.05.2005.

## Geschiedenis
Het huis werd in 1904 gebouwd in opdracht van weduwe Elodie Guyod-Dumont en haar zoon Joseph Guyod, welke laatste de beheerder was van de Tiense Suikerraffinaderij.
In 1976 werd Wijkcentrum 't Kasteel Zandvoorde vzw opgericht. Sedert de stichting organiseerde het wijkcentrum tal van vieringen; muziekoptredens; films; (dia)voordrachten; panelgesprekken; literatuurkringen; wandelvoordrachten; natuurexploraties; busuitstappen; cursussen; tentoonstellingen; rommelmarkten en wijncafés. Ze faciliteert ook de werking van:
1. Wijnclub Au Chateau
2. Bierclub De 8ste Zonde
3. Whiskyclub The McSandforthe
4. Heemkundige kring Santforde
5. Het Schilderscollectief